# José Podestá
José Juan «Pepe» Podestá (Montevideo, 6 de octubre de 1858-La Plata, 5 de marzo de 1937) fue un actor uruguayo integrante de la familia de artistas rioplatenses Podestá. Junto a sus hermanos, Gerónimo Podestá, Pablo Podestá y Antonio Podestá, sentaron las bases de una dinastía circense-teatral: la Compañía de los Hermanos Podestá.
Creó el legendario payaso Pepino el 1888 y le dio popularidad a la figura de Juan Moreira, entre otros personajes. Se considera que los Hermanos Podestá marcan el nacimiento del circo criollo y se les atribuye la difusión del baile del pericón.
El día de su natalicio se considera el Día del Circo y del Teatro Nacional y Rioplatense

## Biografía

### Origen y ascenso
Cuarto hijo de los zeneizes - Pedro Podestá y María Teresa Torterolo - que arribaron en 1840 y 1842 respectivamente, se conocieron y se casaron en Montevideo.
Su padre había servido como abastecedor de carne en la Gran Guerra italiana a las órdenes de Garibaldi. El matrimonio Podestá se trasladó a Buenos Aires en 1846, instalando una pulpería en el barrio porteño de San Telmo. Nacen Luis y Gerónimo Podestá. 
Atemorizados por el rumor que, según los rosistas, después de la Batalla de Caseros el General Urquiza degollaría a los gringos, regresan en 1851 a Montevideo donde bautizan a Gerónimo (por lo que se lo considera uruguayo) y donde nacen Pedro, Juan José o "Pepe", Juan Vicente, María Medea, Graciana, Antonio Domingo y Cecilio Pablo Podestá.
Pepe fue estudiante de música en la banda municipal, pero, atraído por los circos europeos que pasaban por la ciudad, llevaba a sus hermanos a la playa a repetir las pruebas.
En 1873 fundó un circo en una cantera y arrastró a toda la familia a las lides teatrales. Es trapecista en la compañía ecuestre de Félix Hénault y hacia 1877 toda la familia es contratada por Pablo Rafetto, En ese ámbito creó Pepino el 88 - un payaso que nació porque debió reemplazar al payaso original utilizando un disfraz hecho con sábanas con cuatro lunares que simulaban ochos y que imitaba al compadrito y al niño bien-que le daría fama en ambas márgenes del Río de la Plata. Dice en sus memorias que Pepino el 88 se presentaba así: Acepto, estudio, trasnocho, salto, brinco, con maestría, y el público casi chocho, me llama desde aquel día. Pepino el ochenta y ocho.
Los Podestá forman su compañía, el Circo Arena recorriendo Uruguay. En 1880 embarcan en el 18 de julio para debutar en Buenos Aires en Jardín Florida de Florida y Paraguay. Luego actúan en el Circo Humberto Primo porteño, donde hoy se levanta el 
departamento de Policía, esquina Moreno y Ceballos, y en el que realizan el aplaudido número de trapecio doble El vuelo de los cóndores.

### Plenitud

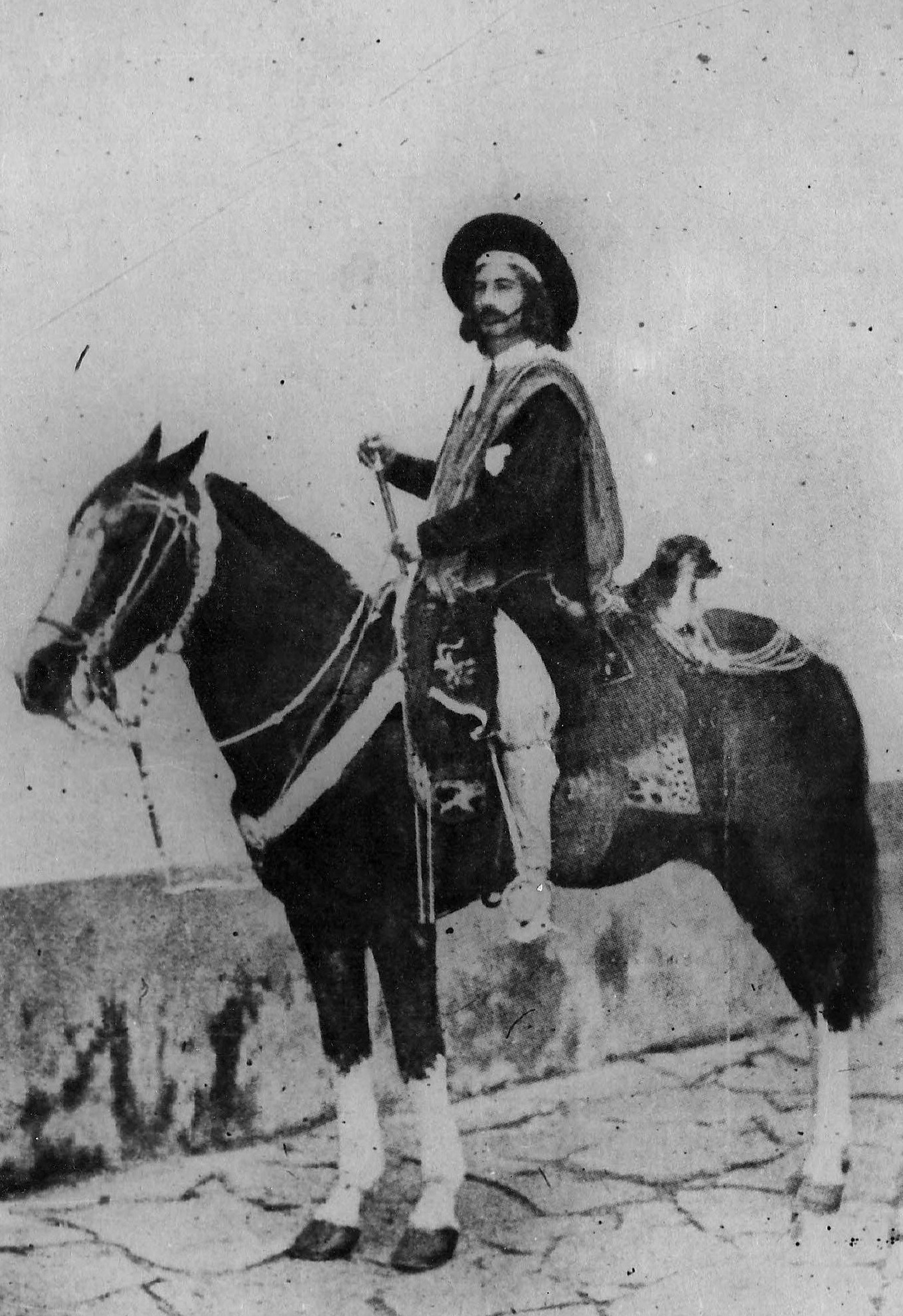
José Podestá en su famosa caracterización del gaucho Juan Moreira.

Actúan en carpa itinerante por la provincia de Buenos Aires, Santa Fe y Córdoba con una troup de malabaristas, forzudos y payasos. Trabajaron en el primitivo Teatro Colón de 1857, Liceo, Politeama, Onrubia, Nacional y otros.
El 7 de mayo de 1883 se casa en Rosario con Baldomera Arias, actriz y acróbata, discípula del forzudo genovés Pablo Raffetto - llamado 40 onzas por haber ganado en Marsella un torneo de lucha romana con un premio de 40 onzas-, con quien tuvo a Aída, Aurelia, Zulma, Ricardo, Argentino, Elsa, María Luisa y Cira. 
En el año 1885 hicieron una gira muy exitosa por Brasil con Raffetto donde según cuenta asistió el Emperador don Pedro II de Brasil ("Cada vez que me le acercaba en los vaivenes del trapecio, agitaba su mano y me saludaba con aprecio") y luego de una corta estadía montevideana, se afincan en La Plata donde debutan como compañía Podestá-Scotti en sociedad con Gerónimo, Juan y su cuñado el empresario circense y acróbata Alejandro Scotti - casado con Graciana Podestá - creador de El vasco de Julián Giménez.
Además del personaje del payaso Pepino el 88, en 1886 crea Juan Moreira de Eduardo Gutiérrez en Chivilcoy, primer drama criollo con cantores, guitarreros y bailarines, considerado el primer drama argentino e inicio simbólico del teatro rioplatense. Con Pepino creó el payaso rioplatense por antonomasia y con Juan Moreira la primera figura teatral argentina.
En 1890 crea en La Plata la versión de Elías Regules de Martín Fierro y Juan Cuello extractada de la novela de Eduardo Gutiérrez. Asimismo, se afirma el personaje de Cocoliche. Según su pluma, el nombre se origina en Antonio Cocoliche, un peón calabrés de su compañía teatral que fue imitado por el actor del grupo Celestino Petray que tenía gran facilidad para imitar a los italianos acriollados. Así Petray se presentó a caballo en la fiesta campestre de Juan Moreira, el actor Gerónimo Podestá le preguntó: - Adiós amigo Cocoliche, ¿de donde sale tan empilchao (bien vestido)? A lo que Petray respondió: - Venguedede la Petagoña co este parejiere macanuto, amique! Prosigue en su autobiografía que cuando le preguntaban cómo se llamaba decía "Ma quiame Franchisque Cocoliche, e songo cregollo gasta lo güese de la taba e la canilla de lo caracuse, amique, afficate la parata...")
Inspirados en el éxito de Moreira, en 1896 estrena Calandria de Martiniano Leguizamón (1858-1935) - de motivos gauchescos, el protagonista Servando Cardoso alias Calandria por no querer enlistarse, esta vez la obra se dio en teatro y tiene un final moralizador - y en 1897 adquirieron el Teatro Politeama Olimpo de La Plata donde establecieron la Compañía Circense Teatral, hoy rebautizado Teatro Coliseo Podestá.

### Decadencia

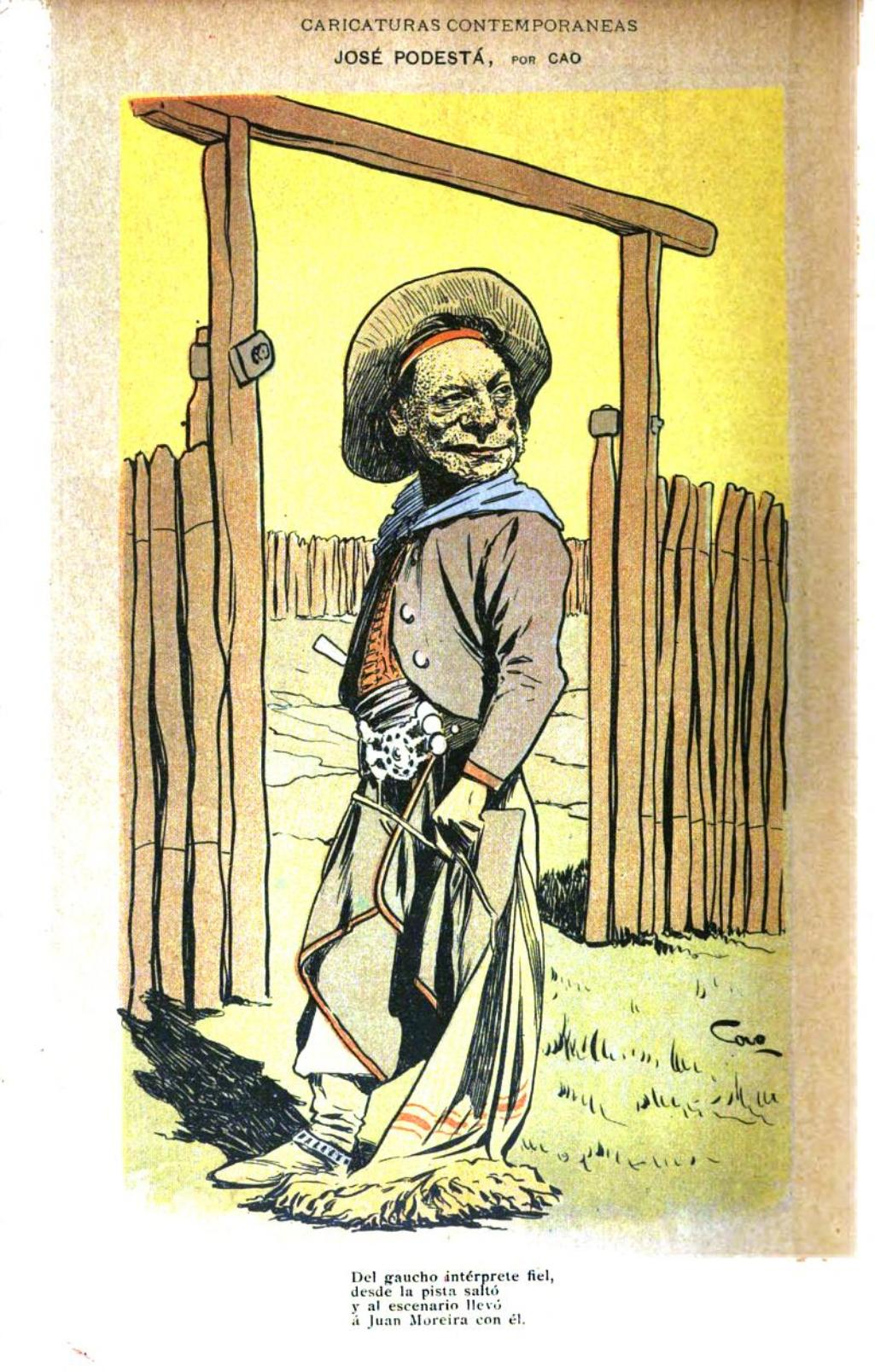
Retratado por Cao en la revista Caras y Caretas (1903)

En 1901 la compañía se dividió y Gerónimo formó la suya junto a su hija María, Blanca, Ana Arturo y José Fermín. En 1906, Pablo Podestá se separó de la compañía para formar la propia y Antonio hizo lo mismo. En 1910 la compañía Podestá-Vittone se vio nuevamente en crisis con la deserción de Jerónimo. Las sucesivas crisis provocaron un retorno afectivo al ámbito circense en lo que el historiador Edmundo Guibourg llama "la retirada".
Su regreso al teatro se produce con La chacra de Don Lorenzo que le escribe Martín Coronado (que había escrito su éxito La piedra del escándalo en 1902) en 1918 en el Politeama y con una nueva versión del Juan Moreira en el Hippodrome en 1925 que alcanza 127 funciones.
Filmó dos películas mudas: Mariano Moreno y la Revolución de Mayo en 1915, dirigido por Enrique García Velloso, y Santos Vega en 1917, dirigido por Carlos de Paoli.
Don Pepe trabajó hasta los 70 años rodeado por sus hijos y nietos, todos integrantes de la compañía teatral Podestá.
Escribió sus memorias Medio siglo de farándula en 1930 publicado originalmente por la Imprenta Río de la Plata y reeditado por Editorial Galerna del Instituto Nacional del Teatro.

## Legado
Sus personajes son los antecedentes de los capocómicos rioplatenses y fue sucedido por Florencio Parravicini, Pepe Arias, Dringue Farías, Adolfo Stray, Pepe Biondi, José Marrone, Enrique Pinti y Tato Bores, entre tantos otros.
Basado en sus personajes, en el 2008 se realizó el musical Pepino el 88 con Víctor Laplace, escrito y dirigido por Daniel Suárez Marzal.